# Węgielsztyn
Węgielsztyn (deutsch Engelstein) ist ein Dorf in der polnischen Woiwodschaft Ermland-Masuren und gehört zur Stadt- und Landgemeinde Węgorzewo (Angerburg) im Powiat Węgorzewski (Kreis Angerburg).

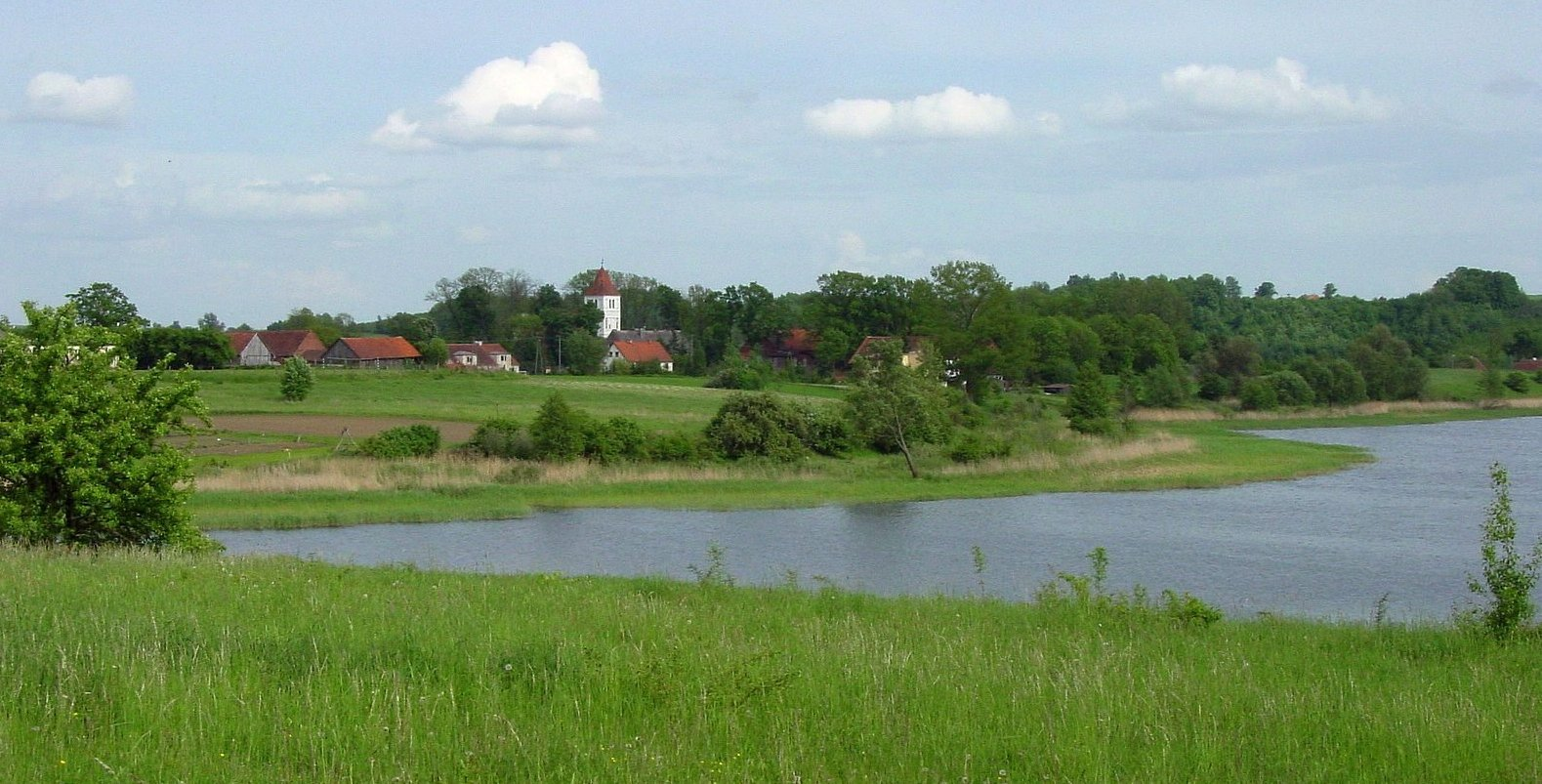
Blick auf Węgielsztyn (Engelstein)

## Geographische Lage
Węgielsztyn liegt am Ostufer des Jezioro Węgielsztyńskie (deutsch Engelsteiner See) im Nordosten der Woiwodschaft Ermland-Masuren. Die Kreisstadt Węgorzewo (Angerburg) liegt sieben Kilometer weiter östlich. Das Dorf befindet sich in einem Tal, das die Prußen durch Schanzen geschützt hatten, von denen man Überreste immer noch erkennt.

## Geschichte
Das Dorf Engelstein wurde am 13. September 1406 unter Ordenshochmeister Ulrich von Jungingen als Zinsdorf gegründet. Lokator war der erste Schulze namens Klingenberg. In späterer Zeit gehörten Wilhelmsberg (polnisch Klikucie) und Engelsteinhöh (Kraski) als Ortschaft bzw. Wohnplatz zur Gemeinde Engelstein.
Am 6. Mai 1874 wurde Engelstein Amtsdorf und damit namensgebend für einen Amtsbezirk, der bis 1945 zum Kreis Angerburg im Regierungsbezirk Gumbinnen der preußischen Provinz Ostpreußen gehörte.
604 Einwohner waren im Jahre 1910 in Engelstein registriert. Ihre Zahl stieg bis 1925 auf 682, betrug 1933 noch 639 und belief sich 1939 auf nur noch 592.
In Kriegsfolge kam Engelstein 1945 mit dem gesamten südlichen Ostpreußen zu Polen und trägt seitdem die polnische Namensform „Węgielsztyn“. Von 1973 bis 1976 war das Dorf Sitz der Gmina Węgielsztyn. Heute ist der Ort Sitz eines Schulzenamtes (polnisch Sołectwo) und zugleich eine Ortschaft im Verbund der Stadt- und Landgemeinde Węgorzewo im Powiat Węgorzewski, vor 1998 der Woiwodschaft Suwałki, seither der Woiwodschaft Ermland-Masuren zugehörig.

### Amtsbezirk Engelstein (1874–1945)
Den Amtsbezirk Engelstein bildeten anfangs drei, zum Schluss nur noch zwei Gemeinden:
| Deutscher Name | Polnischer Name | Bemerkungen                   |
| -------------- | --------------- | ----------------------------- |
| Engelstein     | Węgielsztyn     |                               |
| Rehsau         | Rydzówka        |                               |
| Rosenstein     | Różewiec        | 1928 nach Rehsau eingemeindet |

## Kirche

### Kirchengebäude

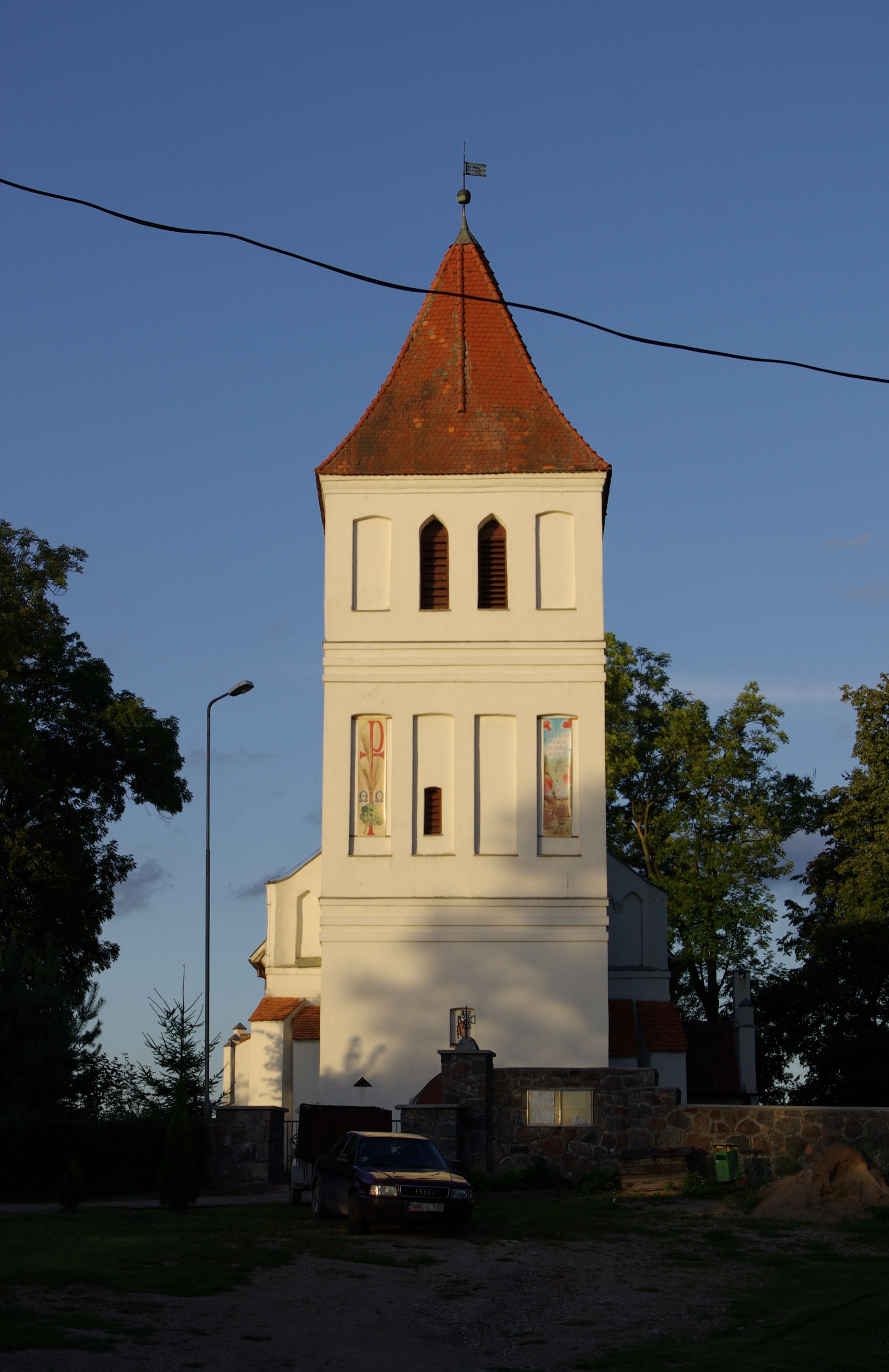
Der Turm der Kirche in Węgielsztyn im Abendsonnenschein

Die Kirche im heutigen Węgielsztyn ist ein verputzter Feldsteinbau und stammt aus dem letzten Viertel des 15. Jahrhunderts. Mit eingezogenem Chor verfügt sie über einen schönen Ostgiebel. Der vorgesetzte Westturm wurde Anfang des 18. Jahrhunderts abgeschlossen. Die Kircheninnenausstattung war besonders wertvoll und sehenswert. Einzelne Gegenstände konnten gerettet werden und befinden sich heute im niedersächsischen Rotenburg (Wümme). Eine der drei Glocken überlebte auf dem Glockenfriedhof in Hamburg und läutet heute im Dom zu Verden (Aller). Nach dem Kriege wurde das Gebäude umfassend renoviert und dient wieder – jetzt dem Hl. Josef geweiht – als Gotteshaus.

### Kirchengemeinde
Engelstein gehörte zu den ältesten Kirchengründungen in Masuren. Bereits in vorreformatorischer Zeit stand hier ein Gotteshaus. Wenige Jahre nach Einführung der Reformation taten hier lutherische Geistliche Dienst. Die Gemeinde, die im Jahre  1925 insgesamt 3.250 Gemeindeglieder in 25 Dörfern, Ortschaften und Wohnplätzen zählte, gehörte bis 1945 zum evangelischen Kirchenkreis Angerburg in der Kirchenprovinz Ostpreußen der Kirche der Altpreußischen Union. Die überwiegende Mehrheit der Bevölkerung war evangelischer Konfession. Aufgrund von Flucht und Vertreibung in Kriegsfolge gibt es heute nur noch wenige evangelische Kirchenglieder in Węgielsztyn. Sie gehören hetzt zur Kirchengemeinde in Węgorzewo, einer Filialgemeinde der Pfarrei in Giżycko (Lötzen) in der Diözese Masuren der Evangelisch-Augsburgischen Kirche in Polen.
Heute ist die Kirche ein römisch-katholisches Gotteshaus, ist doch der größte Teil der Einwohnerschaft heute katholischer Konfession. Die Pfarrgemeinde St. Josef mit der Filialkirche in Perły (Perlswalde) und der Spitalkirche in Rudziszki (Raudischken, 1938 bis 1945 Raudingen) ist Teil des Dekanats Węgorzewo im Bistum Ełk (Lyck) der Römisch-katholischen Kirche in Polen.

## Verkehr
Węgielsztyn liegt verkehrsgünstig an einer Nebenstraße, die – von Przystań (Pristanien, 1938 bis 1945 Paßdorf) kommend – die polnische Woiwodschaftsstraße 650 mit der Landesstraße 63 (frühere deutsche Reichsstraße 131) bei Perły (Perlswalde) verbindet. Przystań ist die nächste Bahnstation und liegt an der – allerdings nicht mehr dem öffentlichen Verkehr gewidmeten – Bahnstrecke Kętrzyn–Węgorzewo (Rastenburg–Angerburg).